# Marcelo Awad
Aref Marcelo Awad Awad (27 de diciembre de 1952) es un ingeniero y empresario chileno, presidente ejecutivo de Antofagasta Minerals, brazo minero del holding Antofagasta plc, entre 2004 y 2012.
Hijo de Salvador Awad Awad y Norma Awad Ruz, se formó en el Instituto Nacional General José Miguel Carrera, uno de los entidades educativas más tradicionales de la capital. Más tarde estudiaría la carrera de ingeniería civil industrial en la Universidad Técnica del Estado (después Universidad de Santiago de Chile).
Ingresó a Codelco-Chile en el año 1977 tras realizar su práctica profesional en la empresa estatal, la cual por entonces recién estaba viendo la luz. Allí, se desempeñó en la oficina central, en el área comercial, desde donde emigró 17 años después. Del total de esos años, siete fueron en Londres, Reino Unido, donde estuvo a cargo de la oficina comercial de la cuprera.
Durante ese período, llegó a ser miembro del directorio de la Bolsa de Metales de Londres (LME) (1990-1993), cargo al que accedió por votación de los cerca de 200 miembros de dicho mercado.
En el directorio de la LME fue responsable del funcionamiento de todas las funciones de la bolsa, de resguardar que los contratos se negociaran de manera ordenada y que el día a día de la bolsa se ajustara al reglamento establecido por el directorio.
Tras esa experiencia, volvió a su país para hacerse cargo de la vicepresidencia de trading y futuros. En dicha etapa le correspondió ayudar en la investigación del escándalo desatado por las millonarias pérdidas gatilladas por las especulaciones en el mercado de futuros de metales lideradas por el operador Juan Pablo Dávila.
Hacia finales de la década de 1990 dejó la estatal para pasar a Antofagasta Minerals, vinculada la grupo Luksic, de la cual llegó a ser presidente ejecutivo a fines de 2004. Su salida del cargo, atribuida a problemas operativos y al incumplimiento de metas, se constató a comienzos de 2012.
A mediados de ese mismo año asumió como presidente en Chile de la multinacional de energía solar Millennium Energy Industries y como consejero de la Comisión Chilena del Cobre (Cochilco), este último por encargo del presidente Sebastián Piñera.
En abril de 2013 se incorporó al proyecto Pascua Lama como director adjunto de Barrick Chile, parte de la minera canadiense Barrick Gold. A fines de ese mismo año asumió como director independiente del holding Bethia.